# Challenger of Dallas 2008
Il Challenger of Dallas 2008 è stato un torneo di tennis facente parte della categoria ATP Challenger Series nell'ambito dell'ATP Challenger Series 2008. Il torneo si è giocato a Dallas negli Stati Uniti dal 28 gennaio al 3 febbraio 2008 su campi in cemento indoor e aveva un montepremi di $50 000.

## Vincitori

### Singolare
Amer Delić ha battuto in finale  Stéphane Bohli con il punteggio di 6–4 7–5

### Doppio
Benedikt Dorsch /  Björn Phau hanno battuto in finale  Scott Lipsky /  David Martin con il punteggio di 6–4 6–4